# Csizmás, a kandúr: Az utolsó kívánság
A Csizmás, a Kandúr: Az utolsó kívánság (eredeti cím: Puss in Boots: The Last Wish) 2022-es amerikai számítógépes animációs kalandfilm, amelyet Joel Crawford rendezett. A hatodik egészestés film a Shrek-franchise-ból, a második spin-off Csizmás Kandúr főszereplésével a 2011-es Csizmás, a kandúr után.
Amerikában 2022. december 21-én, Magyarországon 2022. december 8-án mutatták be a mozikban.

## Cselekmény
|  | Alább a cselekmény részletei következnek! |

A történet egy Del Mar nevű városban kezdődik, ahol Csizmás Kandúr nagy fiesztát tart rajongói tiszteletére, amikor véletlenül felébreszti a városka alvó óriását. Kandúr legyőzi az óriást, azonban figyelmetlenségének köszönhetően ő is meghal. Ezután a helyi borbély-állatorvos rendelőjében ébred, ahol számba veszik az eddigi életeit és kiderül, hogy a kilencből már nyolc életet elhasznált. Ezért az orvos visszavonulást ír elő neki, amiről Kandúr természetesen hallani sem akar, hiszen ő mindenki hőse. Aznap este azonban egy ivóban egy rejtélyes fehér farkas támad rá. Kandúr sok fejvadásszal elbánt már, azonban mostani ellenfele erősebbnek bizonyul az eddigieknél. Kandúr életében először halálfélelmet érez. Végül csak a szennyvízcsatornán keresztül képes elmenekülni a támadója elől. Ezután úgy dönt, hogy megfogadja az orvos tanácsát és visszavonul, hogy élete hátralévő részét Mama Luna macskaotthonában töltse ölcicaként. Felkeresi tehát az otthont, és mielőtt belépne, ház udvarában jelképesen eltemeti Csizmás Kandúr ruháját.
Már egy ideje a házban él, amikor találkozik egy névtelen kiskutyával, aki eddig senkinek sem kellett, és Kandúr tiltakozása ellenére a macska mellé szegődik, mivel a barátjának hiszi. Eközben az Aranyfürtöcske és a Három Medve gengsztercsalád (Mama medve, Papa medve, Bocs és az örökbefogadott ember lányuk, Aranyfürtöcske) Csizmás Kandúr keresésére indul. Bocs szaglásának köszönhetően meg is találják a macskaotthonban, azonban az időközben növesztett szakálla miatt nem ismerik fel, ráadásul a sírt is megtalálják, így halottnak hiszik. Ezután Kandúr kihallgatja a tervüket, miszerint a kívánságcsillaghoz vezető térképet akarják ellopni Nagy Jack Hornertől (ehhez kellett volna Kandúr is). Ő azonban rájön, hogy a kívánsággal visszaszerezheti az életeit, ezért kiássa eltemetett jelmezét, és újra Csizmás Kandúrként maga is a térkép ellopására indul.
Jack Horner egy gonosz pitegyáros, aki nagy hatalmú varázstárgyakat is gyűjt. Aznap este hárman is megpróbálják ellopni tőle a térképet: Csizmás, a medvecsalád, és az előző részből megismert Puha Pracli Cicus. A kavarodásban végül Kandúr és Cicus együtt szerzik meg a térképet, és bár a „Santa Coloma”-i eset óta nagyon megromlott a kapcsolatuk, együtt (és kutya társukkal) indulnak el a Sötét Erdő felé, ahol a kívánságcsillag található. A medvecsalád és Jack Horner az embereivel azonban a nyomukban vannak, és újra feltűnik a rejtélyes farkas fejvadász is.
A sötét erdőbe érve kiderül, hogy ez egy olyan mágikus erdő, ami képes változtatni a formáját, és mindig személyes csapdákat állít fel a térkép hordozójának Mivel hármójuk közül a kutyus „erdeje” a legkevésbé ijesztő, így nála lesz a térkép, bár a többiek nem bíznak meg benne. Legfőképpen azonban Cicus nem bizalmatlan Kandúrral szemben a „Santa Coloma”-i eset óta.
Így hárman vágnak neki az erdő állította akadályoknak. Közben a kutyára ráragad a Perrito név, mivel Kandúr így hívja (spanyolul kutyát jelent). Perrito egyszer véletlenül elkeveredik, és a Jack Horner kezei közé kerül. A két macska a megmentésére igyekszik, ami sikerül is, azonban a keletkező kavarodásban a térkép Aranyfürtöcske kezére kerül. Ráadásul újra felbukkan a farkas is, és Kandúr rettegve menekül a helyszínről. Végül Perritonak sikerül megnyugtatnia, akinek elmondja miért haragszik rá Cicus Santa Coloma miatt: ott készült feleségül venni őt egy templomban, amikor megijedt, és egyedül hagyta az oltár előtt. Cicus azonban hallja a beszélgetést, és kezd megenyhülni Kandúr felé, miután az elmondja mennyire szégyelli az esetet.
Eközben az erdő megváltozott, mivel már Aranyfürtöcske a térkép hordozója, és a medvecsalád előtt megjelenik egy, a saját kunyhójukkal teljesen azonos kunyhó az erdőben. Aranyfürt sejti, hogy ez csak csapda, amit az erdő állított nekik, a három medve azonban bemegy pihenni és nosztalgiázni. A figyelmetlenségüket kihasználva főhőseinknek sikerül visszaszerezni a térképet, az akció közben viszont Perro most a medvék kezére kerül.
A térkép most Kandúrnál van, így az erdő újból átváltozik, viszont egy kristályokkal teli barlangba zárja őt. Amíg Cicus Perrito megmentésére indul, Kandúr a kijáratot keresi. A kristályokban azonban jeleneteket lát az előző életeiből, és azok a „Csizmás Kandúrok” arra buzdítják hogy hagyja ott a társait és szerezze vissza az életeit a kívánsággal. Ezután újra megjelenik a farkas, és Kandúr rájön, hogy ő nem is fejvadász, hanem maga a Halál. Mivel az előző nyolc életét eltékozolta, a Halál úgy döntött, hogy az utolsót maga veszi el tőle. Kandúr végül kijut a barlangból, és félelmében a társait hátrahagyva egyedül indul a csillag után.
Eközben Bocs kérdőre vonja Aranyfürtöt, mégis mi az a nagyon fontos kívánság ami miatt belerángatta ebbe az akcióba a családot. Aranyfürt pedig elmondja nekik, hogy rendes családot akar magának kívánni, hiszen ő nem medve. A többiek megdöbbenve hallgatják, azonban mégis segítenek neki.
Kandúr közben megtalálja a csillagot, ami elkezd fényesen világítani, így a többiek is odatalálnak. Először Cicus és Perrito érkeznek meg, és Cicus elmondja Kandúrnak, hogy az ő kívánsága az lett volna, hogy legyen végre egy megbízható társa. Mivel a kaland közben összemelegedtek Kandúrral, ezért azt gondolta, hogy kívánság nélkül is megtalálta akit keresett, de újból csalódott amikor Kandúr elfutott. Eközben megérkeznek üldözőik is, és egy végső összecsapásban dől el, hogy kié lesz a térkép és vele együtt a kívánság. Amikor leszámolnak ellenfeleikkel, és Kandúr kezében van a térkép, ő mégis habozik kívánni. Ekkor azonban megjelenik a Halál farkasa Kandúr életéért. Ő azonban úgy dönt, most nem menekül a további életeibe, hanem felveszi a harcot ellenfelével. Rövid harc után a Halál végül úgy dönt, meghagyja a macska életét, mivel az a kaland során nagy személyiségfejlődésen ment keresztül.
Ezután váratlanul megjelenik a már legyőzöttnek hit Jack Horner, és magához veszi a térképet. Főhőseink és a medvecsalád összefogva azonban visszaszerzik tőle, és el is tépik. Ekkor a csillag Jack Hornerrel együtt megsemmisül.
Végül Cicus és Aranyfürt kívánság nélkül is megkapták amit akartak, hiszen előbbi Csizmás Kandúr személyében megtalálta azt akiben bízhat, utóbbi pedig végre elfogadta a medvéket igazi családjának. Kandúr pedig újraértékelte maradék egy életét, amit Cicussal kíván eltölteni.
A film záró jelentében Kandúr, Cicus és Perrito (a Cimbi-csapat) a Shrek filmekből ismert Túl az Óperencián felé hajózik.
|  | Itt a vége a cselekmény részletezésének! |

## Szereplők
| Szereplő           | Eredeti hang         | Magyar hang         | Leírás |
| ------------------ | -------------------- | ------------------- | --- |
| Csizmás Kandúr     | Antonio Banderas     | Crespo Rodrigo      | A törvény elől menekülő macska, San Ricardo hőse, aki kilenc életéből nyolcat elvesztett.                                      |
| Puha Pracli Cicus  | Salma Hayek          | Németh Borbála      | Tuxedo macska, Csizmás Kandúr volt menyasszonya.                                                                               |
| Perrito            | Harvey Guillén       | Molnár Levente      | Barátságos és naiv terápiás kutya, aki Luna mama egyik házimacskájának álcázta magát.                                          |
| Aranyfürt          | Florence Pugh        | Szilágyi Csenge     | A Három Medve Bűncsalád vezetője, aki meg akarja szerezni az Utolsó Kívánságot, hogy azzal visszaszerezze biológiai családját. |
| Mama medve         | Olivia Colman        | Kiss Eszter         | Papa medve felesége, Bocs anyja és Aranyfürt örökbefogadó anyja.                                                               |
| Papa medve         | Ray Winstone         | Gémes Antos         | Mama medve férje, Bocs apja és Aranyfürt örökbefogadó apja.                                                                    |
| Bocs               | Samson Kayo          | Király Dániel       | Papa medve és Mama medve fia, és Aranyfürt örökbefogadó testvére.                                                              |
| Jack Horner        | John Mulaney         | Szűcs Péter Pál     | Rettegett cukrász és bűnöző, aki el akarja érni a Kívánságcsillagot, hogy megszerezze az összes mágia feletti uralmat.         |
| Farkas             | Wagner Moura         | Welker Gábor        | Halál fizikai megtestesítője.                                                                                                  |
| Mama Luna          | Da’Vine Joy Randolph | Nádasi Veronika     | Idős macskás hölgy, aki kezdetben befogadja Csizmás Kandúrt.                                                                   |
| Doktor             | Anthony Mendez       | Bognár Tamás        | Azt mondja Kandúrnak, hogy vonuljon vissza, miután tájékoztatta őt a nyolc halálesetéről.                                      |
| Lelkiismeret bogár | Kevin McCann         | Forgács Gábor       | Tücsök Tihamér paródiája |
| Kormányzó          | Bernardo De Paula    | Dézsy Szabó Gábor   | Del Mar kormányzója. |
| Jo Kígyó           | Betsy Sodaro         | Ligeti Kovács Judit | Bűnöző ikertestvérek, akik átadják Jacknek a Kívánságcsillag térképét.                                                         |
| Jan Kígyó          | Artemis Pebdani      | Sági Tímea          | Bűnöző ikertestvérek, akik átadják Jacknek a Kívánságcsillag térképét.                                                         |
| Mézi               | Conrad Vernon        | Bolba Tamás         | Mézeskalács süti. |

### Magyar változat
- Felolvasó: Nagy Sándor
- Magyar szöveg: Speier Dávid
- Felvevő hangmérnök: Gábor Dániel
- Vágó: Simkóné Varga Erzsébet
- Gyártásvezető: Kincses Tamás
- Zenei rendező: Bolba Tamás
- Szinkronrendező: Dóczi Orsolya

A szinkront a Mafilm Audio Kft. készítette.

## Utalások
Mint minden Shrek-film, a Csizmás, a kandúr szereplőinek nagy része is ismert mesékből származik. Ezen kívül további utalásokat is találunk ismert tündérmesékre. A legfontosabbak:
- Csizmás Kandúr: Az eredeti történet a beszélő, csizmát hordó macskáról már az 1600-as években népszerű volt. Több változata is létezik, a legelsőnek Giovanni Francesco Straparola írását tekintik. A kandúr itt még egy meglehetősen más karakter: egyrészt nem spanyol hanem francia, továbbá kard helyett inkább az eszével "harcol".[5]
- Aranyfürtöcske és a három medve: Magyarországon kevésbé ismert, angol nyelvterületen viszont nagyon leterjedt gyerekmese. Ennek is több változata van, a legismertebb (amit a filmben is látunk) amiben egy aranyhajú kislány (Aranyfürtöcske vagy Aranyfürt, angolul Goldilocks) bemegy a medvecsalád erdei kunyhójába amíg azok nincsenek otthon, megeszi a zabkásájukat, ráül a székükre és alszik az ágyukban. Az alapváltozatban a medvék megérkezése után a kislány elmenekül és többé nem találkoznak.[6]
- Jack Horner: Egy elterjed angol gyerekmondóka szereplője.[7] A mondóka (a filmben is szerepel) arról szól, hogy Kicsi Jack Horner pitét eszik, amiből a hüvelykujjával kivesz egy szilvát.
- Jack Horner varázstárgyai:
  - A polcon megtalálható Hamupipőke üvegcipője, amit Kandúr majdnem lever, Jack pedig eldobja, mert haszontalannak tartja
  - Jack főnixmadara hasonlít a Harry Potter-filmek főnixére, Fawkesra
  - A varázsszőnyeg az Aladdinból
  - Jack "lelkiismerete" Tücsök Tihamér paródiája a Pinokkióból
  - A feneketlen táska és a repülő esernyő eredetileg Mary Poppins eszközei
  - A varázssüti az Alice Csodaországban című történetben szerepel
  - Midász érintése: Midász görög mitológiai király, aki egyszer azt kívánta Dionüszosz istentől, hogy minden amihez hozzáér, váljon arannyá
  - A pékes 12: utalás egy angol nyelvű kifejezésre (baker's dozen= péktucat). Míg egy tucat 12 darabot jelent, a péktucat 13-at.[8]

## Animáció
Az eddigi Shrek-filmekhez képest eltérő animációs technikával készült. A megszokott 3D animációk mellett 2D-s, festményszerű megoldásokat is alkalmaztak. A rendező szerint ezzel tündérmese-szerűbb hatást tudtak elérni. Ez volt egyébként a második DreamWorks Animation-film, ami ezzel a technikával készült, a szintén 2022-es A rosszfiúk (The Bad Guys) után.

## Fogadtatás
A film alapvetően kedvező fogadtatásban részesült mind a nézők, mind a kritikusok részéről. A Rotten Tomatoes oldalán jelenleg 170 szakértői és 2500 nézői vélemény alapján a legjobbra értékelt film a Shrek-univerzumból. (2023. február) A film a mozipénztáraknál 376,5 millió dollár termelt.